# Estádio Mustafa Denizli de Alsancak
O Estádio Mustafa Denizli de Alsancak é um estádio de futebol recém-construído em Alsancak, bairro central de Esmirna, cidade localizada no sudoeste da Turquia. Inaugurado em 26 de novembro de 2021, possui capacidade máxima para 15 358 espectadores. Atualmente, é o local onde Altayspor e Altınordu, clubes tradicionais de Esmirna, mandam seus jogos oficiais por competições nacionais.

## Homenagem
Durante o evento de inauguração em 26 de novembro de 2021, o presidente turco Recep Tayyip Erdoğan revelou que o nome do novo estádio renderia homenagem à Mustafa Denizli, lendário futebolista e treinador de futebol turco nascido em Esmirna, ídolo do Altayspor por onde jogou de 1966 a 1983 e único treinador a vencer o Campeonato Turco de Futebol dirigindo os 3 grandes clubes do país: pelo Galatasaray na temporada 1987–88, pelo Fenerbahçe na temporada 2000–01 e pelo Beşiktaş na temporada 2008–09. Além disso, foi durante sua passagem pelo comando da Seleção Turca de Futebol que o país alcançou a façanha de classificar-se para as quartas–de–final do Campeonato Europeu de Futebol de 2000 naquela que continua a ser até o presente a melhor campanha de sempre da Turquia no Campeonato Europeu de Futebol.